# MG ZR
La MG ZR est une voiture compacte d'allure sportive produite par le constructeur automobile britannique MG de 2001 à 2005.

## Historique

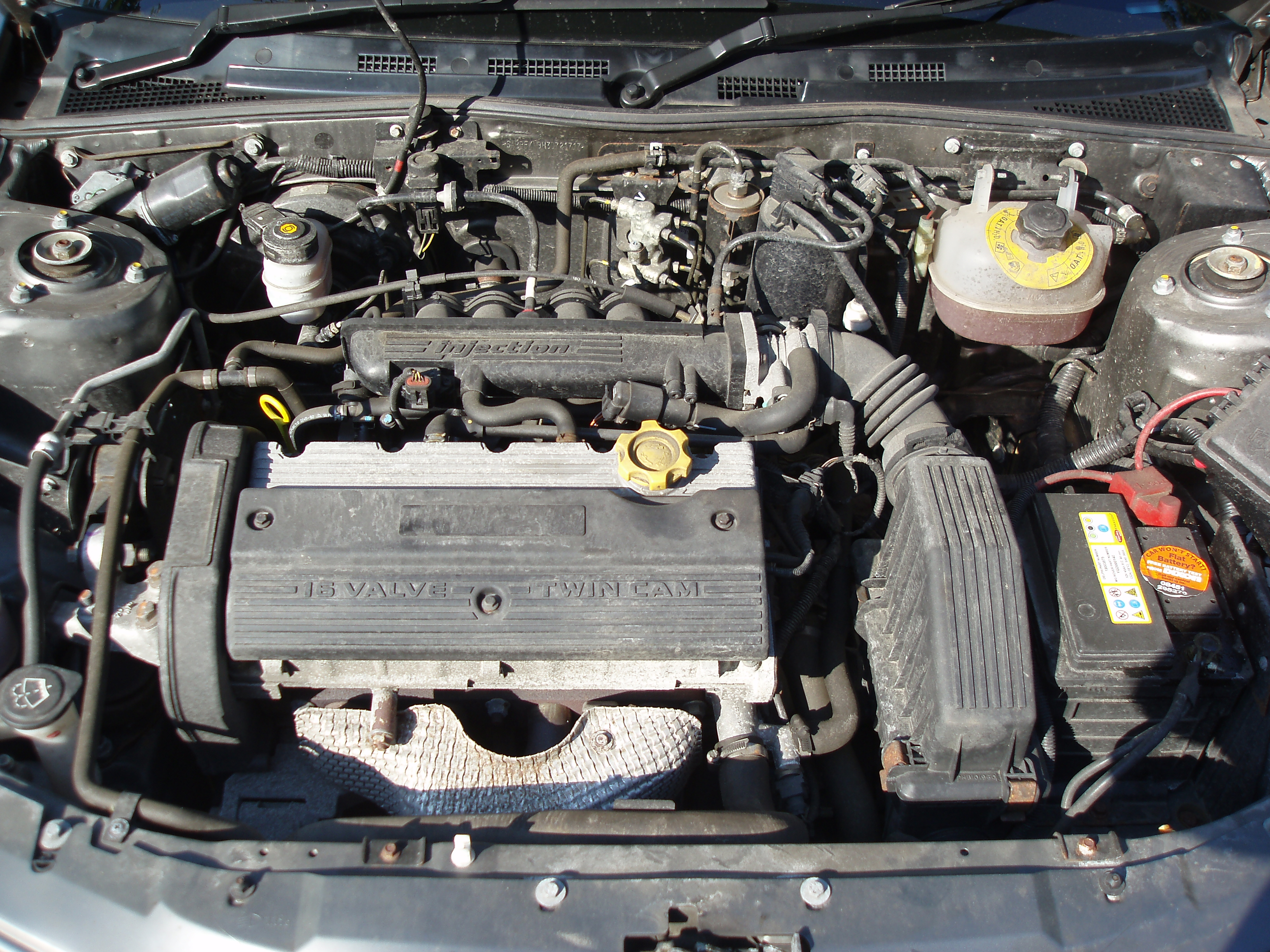
Le moteur 16 Soupapes de la MG ZR, qui développait entre 105 et 160 ch.

La première nouveauté de MG sera la ZR. Il s'agit une Rover 25 rebadgée et équipée de jantes spécifiques et d'un kit de carrosserie sportif.
Lors de ses premiers mois de commercialisation, la ZR déçoit ses acheteurs potentiels. En effet, elle reprend les motorisations de la Rover 25, qui les a elle-même reprises de la Rover 200 de 1996. Malgré tout, la gamme comporte une offre allant de 100 à 160 ch. Une fois de plus, MG réalise des économies en reprenant sur la ZR la motorisation VVC de 160 chevaux de la MG TF, ce qui procure à la ZR de meilleures accélérations et améliore son comportement routier.

## Évolutions

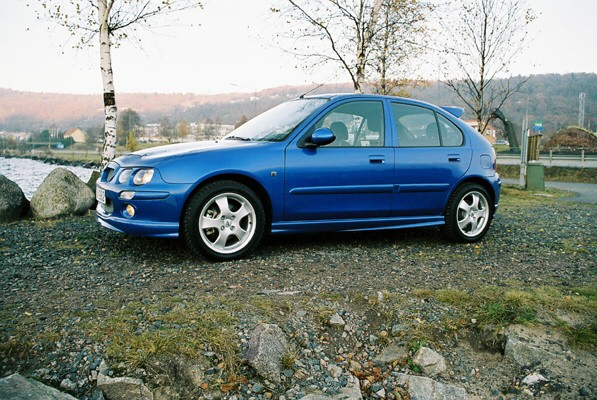
La MG ZR dispose d'un design très sportif.

Au cours de sa courte carrière, la ZR subira plusieurs évolutions. La première se déroule en 2003. Elle abandonne les motorisations de la Rover 25 au profil de 3 nouvelles motorisations; respectivement de 105, 120 et 160 ch. Avec une telle puissance, elle peut désormais aller contrer les Peugeot 206 RC et les Renault Clio RS. Mais une telle puissance met en évidence les faiblesses de son châssis, assez ancien. Sans compter qu'elle ne possède pas l'ESP, autre symbole de son ancienneté.
En septembre 2004, l'ensemble de la gamme MG (à l'exception de la MG TF et de la toute nouvelle MG XPower SV) est restylé. La ZR adopte donc la nouvelle face avant de la Rover 25, avec des optiques plus lisses et carénées, de même que le lissage intégral de sa face arrière.
La MG ZR subit, comme la Rover 25 dont elle est dérivée, les effets de la concurrence. Sans compter que son restylage n'a eu que peu d'effet. En avril 2005, MG-Rover fait faillite et la production de la ZR est arrêtée. 
MG est repris par un constructeur chinois. Il remplace la ZR par la MG3 I qui n'est en fait qu'une Rover Streetwise rebadgée MG.

## Divers

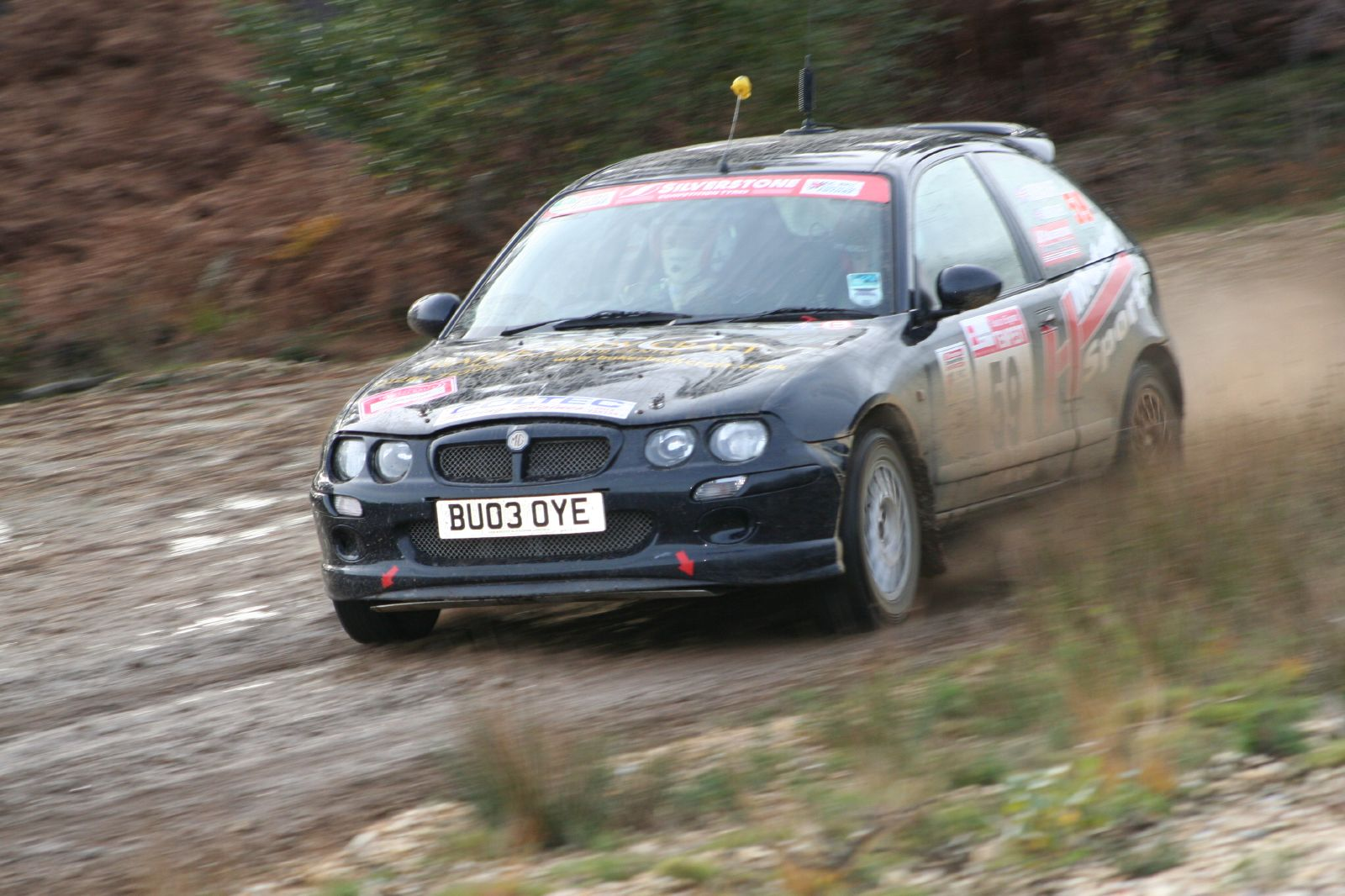
La MG ZR participa à de nombreux rallyes avec plus ou moins de succès, dont les rallyes Super 1600.

MG lança également la ZR en rallye, en Super 1600. Mais la ZR n'eut que peu de succès, essentiellement due aux manques de moyens de MG Sport pour faire évoluer la ZR.